# فلوريد سلفونيل بيروفلورو الأوكتان
فلوريد سلفونيل بيروفلورو الأوكتان هو مركب صناعي مشبع بالفلور المرتبط بمجموعة وظيفية من فلوريد السلفونيل.
يُستخدم فلوريد سلفونيل بيروفلورو الأوكتان لصنع حمض بيرفلوروأوكتان السلفونيك (PFOS) والمركبات التي تحتوي على السلفونات المشبعة بالفلوروأوكتان، وتستخدم هذه المركبات في مجموعة متنوعة من الاستخدامات الصناعية والاستهلاكية، وتتحلل المواد المشتقة من فلوريد سلفونيل بيروفلورو الأوكتان في نهاية المطاف لتكون سلفونات مشبعة بالفلوروأوكتان.
توقفت شركة ثري إم الأمريكية للكيماويات عن استخدام فلوريد سلفونيل بيروفلورو الأوكتان في عام 2002 وانخفض الإنتاج العالمي منه بسبب المخاوف البيئية من مخاطر حمض بيرفلوروأوكتان السلفونيك. باستثناء الإنتاج الصيني لفلوريد سلفونيل بيروفلورو الأوكتان فقد تزايد ونما بعد تخلص شركة ثري إم التدريجي منه. 
أدرج كل من حمض بيرفلوروأوكتان السلفونيك وفلوريد سلفونيل بيروفلورو الأوكتان بدءا من عام 2009 باعتبارهما ملوثات عضوية ثابتة (POPs) ضمن مركبات الفئة باء التي تحض اتفاقية استكهولم بشأن الملوثات العضوية الثابتة على تقليل من انتاجها واستخدامها.

## الاستخدامات
تمتلك مشتقات فلوريد سلفونيل بيروفلورو الأوكتان خواصا كيميائية كارهة للماء وكارهة للدهون وخافضة للتوتر السطحي (مثل المواد الفلورية الأخرى الخافضة للتوتر السطحي) بسبب الروابط المتعددة بين الكربون والفلور. ومن ثم تمثلت الاستخدامات الرئيسية للمواد الكيميائية المشتقة من فلوريد سلفونيل بيروفلورو الأوكتان فيما يلي:
- كمواد مزيلة البقع والأتربة من السجاد.
- كمواد طاردة للماء من الملابس.
- كمواد طاردة للدهون والزيوت في تغليف المواد الغذائية.
- استخدامات متخصصة مثل تصنيع أشباه الموصلات والسوائل الهيدروليكية للطائرات.
- في رغوة إطفاء الحرائق كمواد خافضة للتوتر السطحي.

تسمح اتفاقية استكهولم بشأن الملوثات العضوية الثابتة بمجموعة متنوعة من الاستخدامات المقبولة والإعفاءات المحددة لمركبات حمض بيرفلوروأوكتان السلفونيك وفلوريد سلفونيل بيروفلورو الأوكتان وأملاحها، والتي تتضمن:
- التصوير الفوتوغرافي.
- كطلاءات مقاومة للضوء ومضادة للانعكاس في أشباه الموصلات.
- كعوامل حفر لأشباه الموصلات المركبة وفلاتر السيراميك.
- السوائل الهيدروليكية للطائرات.
- الطلاء المعدني (الطلاء المعدني الصلب) فقط في الأنظمة مغلقة.
- بعض الأجهزة الطبية (مثل رقائق الإيثيلين رباعي فلورو الإيثيلين كوبوليمر (ETFE) وإنتاج ETFE المعتم الإشعاعي، والأجهزة الطبية التشخيصية في المختبر، ومرشحات الألوان CCD).
- رغوة مكافحة الحرائق.
- كطُعم حشري لمكافحة النمل القاطع للأوراق.
- كأقنعة ضوئية في صناعات أشباه الموصلات وشاشات العرض الكريستالية السائلة.
- طلاء المعادن (طلاء المعادن الصلبة).
- الأجزاء الكهربائية والإلكترونية لبعض الطابعات الملونة وآلات النسخ الملونة.
- مبيدات حشرية لمكافحة النمل الناري الأحمر المستورد والنمل الأبيض.
- إنتاج النفط المخلق كيميائيًا.
- السجاد.
- الجلود والملابس.
- المنسوجات والمفروشات.
- الورق والتغليف.
- مواد الطلاء ومضافات الطلاء.
- المطاط والبلاستيك.[3]

## التفاعلات
يتحلل فلوريد سلفونيل بيروفلورو الأوكتان والبوليمرات المحتوية على فلوريد سلفونيل بيروفلورو الأوكتان لتشكل حمض بيرفلوروأوكتان السلفونيك، والذي لا يتحلل بفعل أي عمليات بيئية.
يمكن لفلوريد سلفونيل بيروفلورو الأوكتان أن يتحلل في الماء ببطء. كما يتفاعل فلوريد سلفونيل بيروفلورو الأوكتان مع قواعد مثل هيدروكسيد البوتاسيوم لتكوين سلفوناميد بيرفلوروالأوكتان.
يمكن أن تتفاعل مركبات السلفوناميدات وسلفوناميد الإيثانول المُشتقة من فلوريد سلفونيل بيروفلورو الأوكتان لتشكل مجموعة متنوعة من المجموعات الوظيفية المختلفة للتطبيقات والمنتجات المختلفة.

## التأثير البيئي
منتج تحلل فلوريد سلفونيل بيروفلورو الأوكتان هو المركب المشبع بالفلور السائد الذي اكتشف من خلال دراسات الرصد الأحيائي، حيث تعتبر التركيزات التي كشفت عنها الدراسات كافية لتغيير البارامترات الصحية.

## الجهود الدولية للحد من الإنتاج والاستخدام
أدرجت اتفاقية استكهولم بشأن الملوثات العضوية الثابتة في مايو (أيار) من عام 2009 خلال مؤتمرها الرابع في قرارها الذي حمل رقم SC-4/17 مركب فلوريد سلفونيل بيروفلورو الأوكتان إلى جانب حمض بيرفلوروأوكتان السلفونيك في المرفق باء من اتفاقية استوكهولم بشأن الملوثات العضوية الثابتة، وبناءا على ذلك، فإن مركب فلوريد سلفونيل بيروفلورو الأوكتان ليس محظور الإنتاج والاستخدام كليا، ولكنه يخضع لبعض الإعفاءات والقوانين المنظمة التي تحض على خفض الإنتاج.